# Pachitea (província)
Pachitea é uma província do Peru localizada na região de Huánuco. Sua capital é a cidade de Panao.

## Distritos da província
- Chaglla
- Molino
- Panao
- Umari